# Замкнута і звичайна орбіта
Замкнута і звичайна орбіта (англ. A Closed and Common Orbit) — науково-фантастичний роман американської письменниці Беккі Чемберс (англ. Becky Chambers), вперше опублікований у 2016 році видавництвом Hodder & Stoughton. Це друга книга серії Wayfarers, після першого роману «Довга подорож до маленької злої планети» (англ. The Long Way to a Small, Angry Planet).

## Сюжет
Події роману розгортаються після завершення історії роману «Довга подорож до маленької злої планети». Лавлейс, штучний інтелект зорельота Пілігримка, пробуджується без спогадів у незаконному синтетичному тілі. Відтепер їй доводиться вчитися жити заново, пристосовуватися до нових умов існування та знайти свій шлях. У цьому їй допомагає інженерка Пеппер, яка не лише підтримує Лавлейс, а й допомагає їй знайти своє місце у світі. 
Пеппер також має власну складну історію, пов'язану зі штучним інтелектом. У дитинстві вона була генетично модифікованою рабинею на фабриці. Особливий ШІ допоміг їй втекти від гнобителів, ставши для неї наставницею. Роман переплітає події теперішнього часу, спроби Лавлейс адаптуватися, із ретроспективними розповідями про минуле Пеппер.

## Персонажі
- Лавлейс (Сідра): штучний інтелект, інтегрований у незаконне синтетичне тіло. Її мета — навчитися існувати у своєму новому вигляді.
- Пеппер (Джейн 23): інженерка, що живе в місті Порт Коріол, майстриня з ремонту різного обладнання. Має трагічне минуле, про яке рідко розповідає.
- Блакитний: партнер Пеппер, удосконалений людський художник.
- Сова: штучний інтелект, що керував кораблем і виконував роль матері для Пеппер, допомагаючи їй у дитинстві втекти з рабства.
- Так: тату-майстер раси аелуон, який стає другом Сідри. Представники його виду можуть змінювати гендер.

## Літературний аналіз
У романі досліджуються такі теми, як поняття свідомості та її меж, представляючи дві штучні свідомості, які мають власні думки. Це підносить питання про те, чи можна вважати ШІ окремою расою, частиною розумних істот, хоча в межах сюжету законодавство досі вважає їх машинами.
Ще одна важлива тема — зв'язок між тілом і свідомістю. Лавлейс відчуває, що її синтетичне тіло не є частиною її «я», і шукає шляхи подолання цього відчуття, намагаючись знайти гармонію. Чемберс дуже детально описує її внутрішні переживання, що дозволяє читачеві глибше співчувати героїні.
Також роман порушує тему адаптації після травматичних подій. Головні персонажі долають складнощі, що виникли через їхнє минуле, і намагаються знайти своє місце у світі, який їх не приймає.
Особливе значення має зв'язок між Сідрою та Пеппер. Для Пеппер Сідра символізує втрату прийомної матері, а для Сідри Пеппер — наставниця, яка допомогла їй звикнути до нового світу. Ця дружба є рушійною силою сюжету.

## Відгуки
В газеті «The Guardian» Адам Робертс описав роман як такий, що «працює як окрема історія», навіть якщо це продовження. Окрім того, він відзначив сильних персонажів і їхню привабливість, але зазначив повільний розвиток сюжету, що може бути слабкою стороною.
«Publishers Weekly» похвалив атмосферу роману, назвавши її «дружньою та заспокійливою», а також звернув увагу на «гарний ритм і структуру»
«Strange Horizons» похвалили «чудовий світовий дизайн» і майстерність, з якою він представлений.
«The A.V. Club» назвав роман більш інтимним, ніж його попередник.
Джеймс Ніккол вважає, що роман «більш сфокусований і ефективний», ніж перша частина.

## Нагороди
Роман був номінований на такі нагороди:
- Премія «Г'юго» за найкращий роман (2017)[6]
- Премія Артура Кларка (2017)[7]
- Премія BSFA за найкращий роман (2017)[8]

Крім того, він отримав французьку премію «Prix Julia Verlanger» у 2017 році.